# Big Brother Recordings
La Big Brother Recordings Ltd. è un'etichetta discografica fondata nel 2000 per la pubblicazione di materiale della rock band inglese degli Oasis nel Regno Unito e in Irlanda attraverso la società distributrice indipendente [PIAS] UK (ex Vital).
Il nome dell'etichetta fa riferimento al ruolo ricoperto da Noel Gallagher, fratello maggiore di Liam Gallagher e compositore della band. Il numero di catalogazione di ogni singolo o album edito dalla Big Brother inizia con "RKID", che significa "our kid", slang mancuniano traducibile con "fratellone", soprannome attribuito da Liam a Noel e viceversa. 

## Storia
L'impresa ebbe inizio dopo che Alan McGee il 25 novembre 1999 annunciò che stava lasciando la Creation Records, l'etichetta discografica originaria degli Oasis. Il primo prodotto su Big Brother fu il singolo "Go Let It Out" (numero di catalogo 'RKID 001') uscito il 7 febbraio del 2000, primo singolo dal quarto album della band Standing on the Shoulder of Giants. Il 14 agosto del 2000, tutti i singoli degli Oasis tratti dagli album Definitely Maybe, (What's the Story) Morning Glory? e Be Here Now vennero ripubblicati su etichetta Big Brother e dotati di nuovi numeri di catalogazione RKID. Nel 2005, la band inglese degli Happy Mondays pubblicò il primo materiale nuovo dopo oltre 13 anni sull'etichetta Big Brother, con il singolo "Playground Superstar".
Oltre alla Big Brother Recordings, Noel Gallagher possiede la Sour Mash Records, un'etichetta discografica fondata nel 2001, che ha prodotto i Proud Mary (una band di Royton) e gli Shack (band formatasi a Liverpool).
La Big Brother ha ricomprato i diritti dei titoli a catalogo dalla Sony BMG, la quale acquisì il completo controllo della Creation Records nel 2000.. Con il nuovo accordo siglato con la Sony, questo processo non avrà grossi sviluppi in un vicino futuro.
Nel settembre 2007 gli Oasis firmano un contratto discografico con la Universal Music Group ed esce il DVD  Lord Don't Slow Me Down su etichetta Big Brother Recordings Ltd. nel Regno Unito e su etichetta Big Brother Recordings Ltd./Universal Music per il mercato internazionale. Il 21 ottobre dello stesso anno la band pubblica il suo primo singolo distribuito esclusivamente in formato digitale, l'omonimo Lord Don't Slow Me Down.
Il 19 giugno 2008 è stato firmato un accordo con la Sony BMG per la pubblicazione dei successivi tre album della band sotto l'etichetta Big Brother.
Il 30 luglio 2008 la Warner Bros. Records comunica ufficialmente di aver siglato un accordo con la Big Brother Recordings per la distribuzione in USA e Canada. La prima uscita dopo questo accordo è stata l'album Dig Out Your Soul, pubblicato nell'ottobre 2008 su etichetta WB/Reprise Records.

## Lista delle pubblicazioni
- RKID 001 - Go Let It Out
- RKID 002 - Standing on the Shoulder of Giants
- RKID 003 - Who Feels Love?
- RKID 004 - Sunday Morning Call
- RKID 005 - Familiar to Millions
- RKID 006 - Definitely Maybe[4]
- RKID 007 - (What's the Story) Morning Glory?[4]
- RKID 008 - Be Here Now[4]
- RKID 009 - The Masterplan[4]
- RKID 010 - Supersonic[4]
- RKID 011 - Shakermaker[4]
- RKID 012 - Live Forever[4]
- RKID 013 - Cigarettes & Alcohol[4]
- RKID 014 - Whatever[4]
- RKID 015 - Some Might Say[4]
- RKID 016 - Roll with It[4]
- RKID 017 - Wonderwall[4]
- RKID 018 - Don't Look Back in Anger[4]
- RKID 019 - D'You Know What I Mean?[4]
- RKID 020 - Stand By Me[4]
- RKID 021 - All Around the World[4]
- RKID 022 - Live by the Sea[4]
- RKID 023 - The Hindu Times
- RKID 024 - Stop Crying Your Heart Out
- RKID 025 - Heathen Chemistry
- RKID 026 - Little by Little  / She Is Love
- RKID 027 - Songbird
- RKID 028 - Can Y'see It Now? (I Can See It Now!!)[5]
- RKID 029 - Lyla
- RKID 030 - Don't Believe the Truth (Versione a edizione limitata 30X)
- RKID 031 - The Importance of Being Idle
- RKID 032 - Let There Be Love
- RKID 033 - Goal! (OST)
- RKID 034 - Playground Superstar (Happy Mondays single)
- RKID 035 - Champagne Supernova (Lynchmob Beats Mix)[5]
- RKID 036 - Stop the Clocks (Versione a edizione limitata 36X)
- RKID 037 - Stop the Clocks (EP)
- RKID 038 - Lord Don't Slow Me Down (Tour Documentary)
- RKID 038X - Lord Don't Slow Me Down (Tour Documentary, 2-Disc versione include concerto del 2005)
- RKID 039 - Lord Don't Slow Me Down[5]
- RKID 050 - Falling Down (Chemical Brothers Remix)[5]
- RKID 051 - Dig Out Your Soul (Versione a edizione limitata- 51X)
- RKID 052 - The Shock of the Lightning
- RKIDNMECD1 - Dig Out Your Soul Songbook[5]
- RKID1NIL - The Meaning of Soul[5]